# Триплатинапентатербий
Трипла̀тинапентате́рбий — бинарное неорганическое соединение, интерметаллид
платины и тербия
с формулой Pt3Tb5,
кристаллы.

## Получение
- Сплавление стехиометрических количеств чистых веществ:

{\displaystyle {\mathsf {3Pt+5Tb\ {\xrightarrow {1500^{o}C}}\ Tb_{5}Pt_{3}}}}

## Физические свойства
Триплатинапентатербий образует кристаллы гексагональной сингонии, пространственная группа P 63/mmc, параметры ячейки a = 0,8415 нм, c = 0,6230 нм, Z = 2,
структура типа трисилицида пентамарганца Mn5Si3.
Соединение образуется по перитектической реакции при температуре ≈1500 °C.